# السماقيات الغربية
السماقيات الغربية قرية من قرى مركز القصير التابعة لمنطقة القصير في محافظة حمص. تقع جنوب غرب مدينة حمص.